# Wang Yong
Wang Yong (Shanghai, 29 januari 1979) is een Chinees waterpolospeler.
Wang Yong nam als waterpoloër één keer deel aan de Olympische Spelen in 2008. Op de Aziatische Spelen 2006 won hij de gouden medaille en in 2002 de bronzen.